# 共产党 (瑞士)
共产党（義大利語：Partito Comunista，缩写为PC）是瑞士意大利语区的一个共产主义政党。该党的前身是瑞士劳动党提契诺州支部。2007年9月16日，瑞士劳动党提契诺州支部召开非常代表大会，以压倒性多数通过更名为“共产党”的决议，并调整政策，使其更加符合马克思主义和列宁主义。大会还批评了欧洲左翼党。这些行为使提契诺州“共产党”同瑞士劳动党全国领导层产生了政治冲突。2013年11月10日，提契诺州“共产党”召开第二十二次代表大会，决定与瑞士劳动党格劳宾登州支部合并，成立意大利族瑞士共产党，但仍然隶属于瑞士劳动党。瑞士劳动党称这一举动为“民族主义式的宗派行为”。2014年，该党脱离瑞士劳动党，成为独立政党，并改用现名。
该党的青年翼是“瑞士共产主义青年”。2018年，该党有120名党员。该党与意大利共产党关系密切。